# Llan
Llan le Sorcier (Llan the Sorcerer) est un super-vilain mystique appartenant à l'univers de Marvel Comics. Il est apparu pour la première fois dans Alpha Flight #71 en 1989.

## Origine
On ignore tout du passé de ce mystique maléfique jusqu'à son retour sur Terre, qu'il provoqua en contrôlant un comptable nommé Dexter Rayne, qu'il sacrifia pour reprendre forme humaine. Il attaqua la Division Alpha et transporta l'équipe dans une dimension magique. Il attaqua Montréal mais fut stoppé par les Divisions Alpha et Gamma.
Durant les Actes de Vengeance, il recruta le Scorpion, Nekra, Asp et le Hibou pour l'aider à battre les héros canadiens mais il fut banni par Talisman.
Pour se venger, il ouvrit le Portail de la Nuit, relâchant des forces maléfiques sur Terre. À la tête de démons, il attaqua l'armée canadienne mais fut encore une fois battu par la Division Alpha. C'est le Docteur Strange, ayant ouvert le Portail du Jour, qui réussit à le bannir pour 10 000 ans.

## Pouvoirs
- Llan est un mystique aux grands pouvoirs.
- Il peut ouvrir des passages entre les dimensions, accroître sa propre taille, voyager dans le temps, se transformer en animal ou en monstre...
- Ses pouvoirs lui donnent aussi le pouvoir de projeter des illusions et sonder les esprits.
- Son corps, renforcé par la magie, est plus résistant et plus fort qu'un simple être humain.
- Il utilise son énergie pour émettre des rafales de force très puissantes.
- Il possède une vaste connaissance de l'occulte.